# Wilhelm Hermann von Blume
Karl Wilhelm Hermann von Blume, född 10 maj 1835 och död 20 maj 1919, var en preussisk militär.
von Blume blev officer vid infanteriet 1854, och deltog som adjutant hos krigsministern i 1866 års krig och som major vid generalstaben i 1870-71 års krig. 1885 blev han generalmjoar och 1892 armékårschef, 1893 general av infanteriet innan han 1896 tog avsked.
von Blume utgav Die Operationen der deutschen Heere von der Schlacht bei Sedan bis zum Ende des Krieges (1872, svensk översättning samma år), Strategie (3:e upplagan 1912), Die Grundlagen unserer Wehrkraft (1899), med flera arbeten.